# Limnoria kautensis
Limnoria kautensis is een pissebed uit de familie Limnoriidae. De wetenschappelijke naam van de soort is voor het eerst geldig gepubliceerd in 1988 door Cookson & Cragg.